# 예브게니 코로티시킨
예브게니 예브게니예비치 코로티시킨(러시아어: Евгений Евгеньевич Коротышкин, 1983년 4월 30일 ~ )은 러시아의 수영 선수이다. 2012년 런던 올림픽에서 100m 접영 은메달을 땄다.

## 수영 경력
예브게니의 첫번째 코치는 그의 어머니 류드밀라 코로티시키나였다. 그는 나중에 블라디미르 예르마노프, 비아체슬라프 루킨스키와 훈련했다.
코로티시킨은 베이징 올림픽 결승에 진출하지 못했다. 그러나, 그는 2009년 초에 이탈리아로 이주했고 안드레아 디 니노의 지도 아래 훈련을 시작했다. 그는 로마 세계 선수권 대회에서 세계 기록을 세웠다.
2011년 봄에, 그는 심각한 식중독 때문에 7월에 열린 상하이 세계 선수권 대회에서 6위에 머물렀다.
그는 2012년 런던 올림픽 100m 접영에서 51.44초의 점수로 은메달을 획득했다.